# Jonestown, Texas
Jonestown là một thành phố thuộc quận Travis, tiểu bang Texas, Hoa Kỳ. Năm 2010, dân số của xã này là 1834 người.

## Dân số
- Dân số năm 2000: 1681 người.
- Dân số năm 2010: 1834 người.